# هاو تو دیستروی انجلز (گروه موسیقی)

هاو تو دیستروی انجلز (به انگلیسی: How to Destroy Angels) یک گروه موسیقی اینداستریال آمریکایی است. اعضای گروه را ترنت رزنر، همسرش مری‌کوئین ماندیگ و آتیکاس راس تشکیل می‌دهند. آن‌ها نام گروه را از تک‌آهنگی با همین نام از گروه کویل به عاریت گرفته‌اند.
اولین ساختهٔ هاو تو دیستروی انجلز یک آلبوم چندآهنگه متشکل از ۶ ترانه بود که در ۱ ژوئن ۲۰۱۰ منتشر شد. «A Drowning» یکی از ترانه‌های این آلبوم بود که در قالب تک‌آهنگ منتشر شد. «The Space in Between» ترانهٔ دیگری از همین آلبوم بود که ویدئوی‌اش در ۱۴ مه ۲۰۱۰ برای اولین بار از وب‌سایت Pitchfork.com پخش شد. این ویدئو را راپرت سندرز کارگردانی کرده‌است.